# Eleutherococcus cissifolius
Eleutherococcus cissifolius är en araliaväxtart som först beskrevs av William Griffith och Charles Baron Clarke, och fick sitt nu gällande namn av Takenoshin Nakai. Eleutherococcus cissifolius ingår i släktet Eleutherococcus och familjen Araliaceae.

## Underarter
Arten delas in i följande underarter:
- E. c. cissifolius
- E. c. glaber